# Valeriana deltoidea
Valeriana deltoidea är en kaprifolväxtart som beskrevs av F. G. Meyer. Valeriana deltoidea ingår i släktet vänderötter, och familjen kaprifolväxter. Inga underarter finns listade i Catalogue of Life.